# Chlorophytum blepharophyllum
Chlorophytum blepharophyllum är en sparrisväxtart som beskrevs av Georg August Schweinfurth och John Gilbert Baker. Chlorophytum blepharophyllum ingår i släktet ampelliljor, och familjen sparrisväxter.

## Underarter
Arten delas in i följande underarter:
- C. b. blepharophyllum
- C. b. pendulum
- C. b. rubropygmaeum